# 赤色鋸竺鯛
赤色鋸竺鯛（學名：Pristicon rufus），為輻鰭魚綱鈎頭魚目天竺鯛科褶竺鯛屬下的一個種，分布於西太平洋琉球群島到斐濟海域，深度15至80公尺，本魚體呈橢圓形，體稍側扁，頭大、眼大、口大且斜裂，頜齒細小，鰓蓋骨後緣棘不發達，體被弱櫛鱗，體色淺紅棕色，鱗片的邊緣比中心顏色深，身體上有兩條淡黑色的條紋，分別位於每個背鰭下方，尾柄中後部有一小黑點，第一背鰭淺褐色，前緣寬，黑色，後緣淺藍色，第二背鰭和臀鰭為淺棕紅色，基部有一黃深褐色帶，邊緣為淡藍色。尾鰭淡紅褐色，上下邊緣深褐色。胸鰭淺紅色，腹鰭膜透明，鰭條橙黃色，側緣褐色，背鰭2個，尾鰭叉形，背鰭硬棘7枚、背鰭軟條9枚、臀鰭硬棘2枚、臀鰭軟條8枚，體長可達8公分，棲息在珊瑚礁區，夜間活動，屬肉食性，繁殖期時，雄魚具有口孵習性，卵約7日化成仔魚，由雄魚吐出，具短暫的仔魚飄浮期，生活習性不明。